# Taczanowskia striata
Espèce
Synonymes
- Taczanowskia penicillata Simon, 1897

Taczanowskia striata est une espèce d'araignées aranéomorphes de la famille des Araneidae.

## Distribution
Cette espèce se rencontre au Pérou, au Brésil et en Argentine.

## Description
La femelle holotype mesure 5,6 mm.
Le mâle décrit par Levi en 1996 mesure 1,8 mm et les femelles de 3,8 à 4,2 mm.

## Systématique et taxinomie
Cette espèce a été décrite par Keyserling en 1879.
Taczanowskia penicillata a été placée en synonymie par Levi en 1996.

## Publication originale
- Keyserling, 1879 : « Neue Spinnen aus Amerika. » Verhandlungen der Kaiserlich-Königlichen Zoologisch-Botanischen Gesellschaft in Wien, vol. 29, p. 293-349 (texte intégral).